# Atlasbär
Der Atlasbär (Ursus arctos crowtheri), auch Berberbär genannt, ist eine ausgestorbene Unterart des Braunbären, die manchmal auch als eigenständige Art (Ursus crowtheri) angesehen wird. Die wissenschaftliche Erstbeschreibung stammt von dem Schweizer Zoologen Heinrich Rudolf Schinz aus dem Jahr 1844.

## Aussehen
Der Atlasbär hatte nach der Beschreibung durch Schinz eine bräunlich-schwarze Fellfarbe und eine schwarze Schnauze. Demnach sah er dem auffallend hell gefärbten syrischen Braunbären nicht ähnlich. Seine Schnauze und seine Klauen waren kleiner als die der amerikanischen Schwarzbären, doch war sein Körperbau kräftiger und dicker als dieser. 
An Skelettfunden konnte man erkennen, dass Atlasbären ungefähr die Größe europäischer Braunbären hatten und um die 200 bis 350 kg wiegen konnten. Sie ernährten sich von kleineren Säugetieren und allem Anschein nach von Wurzeln, Nüssen und anderen Früchten. Vom Atlasbären wird behauptet, dass er äußerst aggressiv war.

## Verbreitungsgebiet

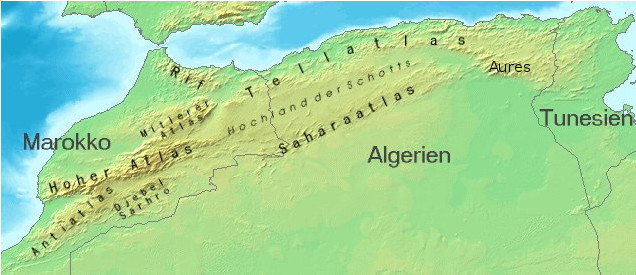
Ehemaliger Lebensraum des Atlasbären

Der Atlasbär war der einzige in historischer Zeit sicher bezeugte einheimische Bär in Afrika. Er bewohnte das nordafrikanische Atlasgebirge und die umliegenden Gebiete von Marokko über Algerien bis Libyen und ist vor allem durch Knochenfunde aus Höhlen bekannt. Heute wird angenommen, dass er seit dem 19. Jahrhundert ausgestorben ist. 
Abgesehen von Berichten aus römischer Zeit gibt es kaum Quellen, in denen Bären aus dem westlichen Nordafrika erwähnt werden. Erst Ende des 19. Jahrhunderts fand man fossile und subfossile Überreste, die belegen, dass dort eine Bärenart gelebt hat. Anhand des Knochenmaterials wird er als Unterart, seltener als eigene Art eingestuft.
Es gibt sowohl pleistozäne Funde wie auch antike Abbildungen von Braunbären aus Ägypten, die vermutlich von Nordosten her über den Sinai dorthin eingewandert waren. Näheres zum Verhältnis zu den Braunbären des Atlas ist nicht bekannt.

## Aussterben

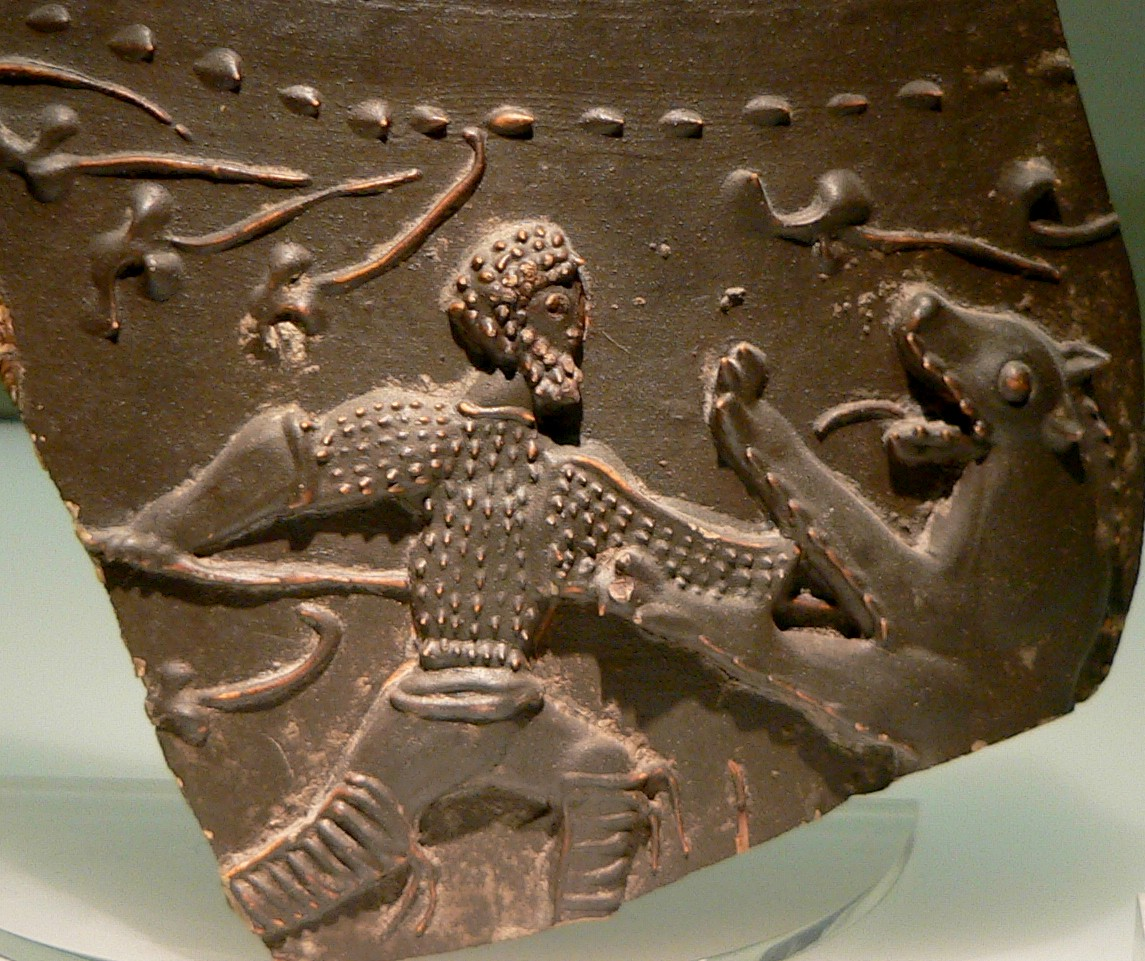
Ein römischer Venator im Kampf mit einem Bären

Tausende dieser Bären wurden in der Antike von Tierfängern eingefangen und an die Römer verkauft, die die Tiere in Tierhetzen im Circus Maximus, dem Kolosseum, anderen Amphitheatern und kleinen Arenen in römischen Feldlagern zur Belustigung des Publikums von Venatoren oder anderen Tieren töten ließen. Weiter wurden Atlasbären in Damnatio ad bestias (lat. „Verurteilung zu den Bestien“) dazu benutzt, um Verurteilte zu töten, oder einfach als Sport gejagt. 
Der letzte sichere Beleg ist ein Weibchen, das 1840 an den Ausläufern des Tetuan-Gebirges in Marokko geschossen wurde (vgl. unten). Nach unbestätigten Berichten des französischen Naturforschers Jules René Bourguignat (1829–1892) soll es jedoch 1867 im Edough-Massiv im östlichen Algerien noch Bären gegeben haben. Vermutlich wurde der Atlasbär etwa im Jahr 1869 ausgerottet, als das letzte bekannte Exemplar von Jägern in Nordmarokko getötet wurde. Der genaue Zeitpunkt seines Aussterbens ist unbekannt.

## Taxonomie und Genetik
Die wissenschaftliche Erstbeschreibung der Art durch Heinrich Rudolf Schinz in seinem Werk Systematisches Verzeichniss aller bis jetzt bekannten Säugethiere oder Synopsis Mammalium nach dem Cuvier'schen System, Band 1, erschienen 1844 in Solothurn, als „Ursus Crowtheri, der Bär vom Atlas“ ist sehr kurz. Zur Verbreitung schreibt er Habitat in montibus circa Tetuan (bewohnt die Gebirge um Tetuan), also des heutigen Tétouan in Marokko. Die Beschreibung bezieht sich auf ein altes Weibchen, das „am Fuß des Tetuangebirges, etwa 25 englische Meilen vom Atlas“ geschossen worden sei.
Nach Yadav (2004) soll ein Exemplar um 1830 in den Zoo von Marseille gelangt sein, das aber nach seinem Tod nicht konserviert wurde. Allerdings wurde der Zoo von Marseille erst 1854 gegründet.
Von der Unterart existieren keine Fotografien, keine wissenschaftlichen Abbildungen und keine Museumsexemplare oder vollständige Skelette. Neben den alten Reisebeschreibungen und den antiken Quellen gibt es nur subfossiles Knochenmaterial, in der Regel aus Höhlen.
Nach der Analyse von Erbmaterial (aDNA) aus subfossilem Knochenmaterial von sieben Individuen erwies es sich als genetisch heterogen. Teils waren die Individuen genetisch nahezu identisch mit Bären aus dem Kantabrischen Gebirge (Nord-Spanien), die einer in Südeuropa verbreiteten Abstammungslinie des Braunbären, der Klade V, zugeordnet werden. Einige andere Individuen waren genetisch davon klar abgrenzbar und bildeten eine eigene, sonst nirgends nachgewiesene Linie (Klade VI). Die enge Verwandtschaft der Bären nördlich und südlich der Straße von Gibraltar ist für ein landlebendes Säugetier ungewöhnlich, sie wird auf vergleichsweise kurz zurückliegende Einwanderung von Norden her, entweder natürlich oder vom Menschen vermittelt, gedeutet. Denkbar wäre etwa, dass für Tierhatzen in römischen Arenen eingefangene und gehaltene Bären ins Freiland entkommen waren.